# فالتر مودل
فالتر مودل (بالألمانية: Walter Model)‏ (ولد في 24 يناير 1891 في غنتين بـولاية سكسونيا-أنهالت - توفي في 21 أبريل 1945 في دويسبورغ بـولاية بادن-فورتمبيرغ) هو جنرال ألماني ثم مارشال في وقت لاحق من الحرب العالمية الثانية. عرف بتفوقه في المعارك الدفاعية على الجبهة الشرقية والجبهة الغربية على حد السواء. كان متعصبا للنازية وانتحر في نهاية الحرب.

## بداياته
ولد في عائلة بورجوازية، والتحق بالجيش الإمبراطوري الألماني في فيفري 1909 في فوج المشاة 52. أصبح برتبة ملازم ثاني في 22 أوت 1910، شارك في الحرب العالمية الأولى كضابط مشاة. تمت ترقيته إلى رتبة ملازم في 25 فيفري 1915 ونقيب في مارس 1918، أصيب بجروح خطيرة في فرنسا وهو على رأس سريّته في عام 1918.
تم الاحتفاظ به في الجيش كقائد سريّة. شغل مختلف وظائف القيادة والأركان في السنوات التالية. أصبح رائدا في عام 1929، ثم مقدما في نوفمبر 1932، قاد كتيبة في ألنشتاين في السنة التالية، وترأس الجهاز الفني للهير (جيش البر).
كان واحدا من عدد قليل من كبار الضباط الألمان الذين لا ينحدرون من عائلات نبيلة. اهتمامه بمظهره العام المميز وارتداؤه لـنظارة مفردة ربما كان لينسي أصله البروليتاري.

## قتاله في الحرب العالمية الثانية
أصبح عقيدا في 1 أكتوبر 1934 ثم عميدا في 1 أكتوبر 1938 ورئيس أركان الفيلق الرابع في دريسدن منذ 10 نوفمبر 1938. وهو في هذه الوظيفة شارك في غزو بولندا في عام 1939، قبل أن يعين رئيسا لأركان الجيش الـ16 في 25 أكتوبر 1939. أصبح في 1 أفريل 1940 جنرال الجيش، وهو على هذه الرتبة شارك في حملة فرنسا على رأس جيشه الذي شارك بنشاط في كل من الأردين وخلال ”عملية روت“ في جوان 1940.

### على الجبهة الشرقية
وضع على رأس وحدة البانزر الثالثة في 13 نوفمبر 1940 وهي تحت قيادة الجيش بانزر الثاني الذي يرأسه هاينز جوديريان. على الرغم شدته وفظاظته تجاه جنوده، فإنه لعب دورا ثانويا خلال معركة سمولنسك. كان على رأس العمليات في معركة كييف في أوت وسبتمبر عام 1941، عندما طوقت فرقته مجموعة الجيش السوفياتي مما سمح بالتدمير السريع لها.

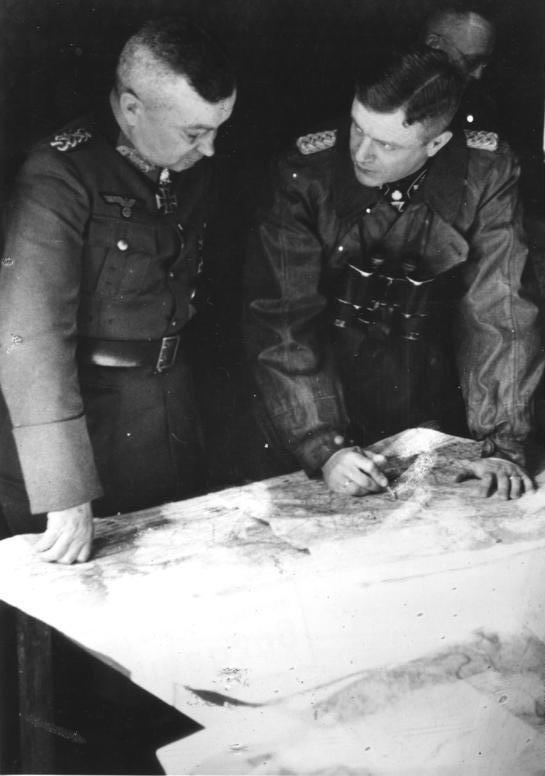
مودل (على اليسار) رفقة الفريق هاينز هارمل

وضع في 1 أكتوبر 1941 في قيادة الجيش الـ41 الآلي، ثم كقائد للجيش التاسع منذ من 15 جانفي 1942، الذي شارك في قتال دفاعي عنيف حول بلدة رجف. دفاعه القوي خلال فصل الشتاء 1941-1942 سمح لجيوش الوسط بإعادة تشكيل جبهة موحدة كانت على حافة الانهيار. على عكس هاينز جوديريان الذي لمع في التكتيكات الهجومية، سوف يبرز مودل حتى نهاية الصراع في المعارك الدفاعية.
عُيِّن كـجنرال أول في 28 فيفري 1942 تقديرا لقتاله خلال الفترة من جانفي 1942 إلى مارس 1942، ثم دافع بشراسة على محيط Rhjev صيف 1942 وخصوصا في شهر نوفمبر وديسمبر عام 1942، عندما صد الهجوم السوفياتي المسمى ”عملية مارس“ وكبّد المارشال جورجي جوكوف الهزيمة، وتمكن من الحفاظ على معظم مواقع الجيش الألماني، وإنقاذ الجيش التاسع من التطويق. صحيح أنه على عكس ما حدث قبل بضعة أيام في ستالينغراد، هاجم السوفيات ضد مراكز قوة الدفاع الألماني وقد كان لدى مودل احتياطيات كافية لتدمير مجموعتين من الجيش السوفياتي.
أشرف على إخلاء Rhjev في فيفري ومارس عام 1943 تاركا وراءه واحدة من أسوأ حالات الأرض المحروقة فقد أمر على سبيل المثال أن لا يبقى هناك أي مدنيين عمرهم بين 15 و 55 قد لأنهم قد ينخرطون في الجيش الأحمر.
في مؤتمرات ربيع عام 1943، حذر موديل من الدفاعات التي أعدها السوفيات في كورسك وقد كان المسؤول عن الفرع الشمالي للهجوم في جويلية 1943 في محيط كورسك (عملية Zitadelle)، طلب تأجيلات عدة لتاريخ الهجوم لتعزيز قواته. شن عمليات مضادة لأنصار المقاومة في أوريول قبل اندلاع معركة كورسك. الهجوم نفسه اعتبر فشلا ذريعا فقد توقف في الأيام الأولى دون وجود اختراق للدفاعات السوفياتية ثم تلته هجمات مضادة قوية من السوفيات أجبرت مودل على اتخاذ موقف دفاعي ثم التراجع إلى الغرب. تمكن من إخلاء أوريول في اللحظة الأخيرة ومرة أخرى ارتكب جرائم حرب بتطبيق سياسة الأرض المحروقة.
في 9 جانفي 1944 تم وضعه في قيادة مجموعة جيوش الشمال، وشارك في قتال عنيف حول لينينغراد وأجبر على الانسحاب إلى إستونيا ومن ثم حل محل إريش فون مانشتاين في قيادة مجموعة جيوش الجنوب وفشل في منع السوفييت من الاستيلاء على سيفاستوبول وأوديسا.
رقي مودل إلى رتبة مارشال ثم استدعي، الملقّب بـ «إطفائي هتلر» لقدرته على استعادة السيطرة على الأوضاع العسكرية السيئة، لقيادة مجموعة جيوش الوسط مرة أخرى في 27 جوان، بعد أيام من إطلاق السوفيات عملية باغراتيون. هذه المرة لم تقع معجزة: إذ لم يتمكن من تحقيق استقرار الجبهة في أوت 1944 إلا بعد عدة أسابيع من التراجع المتواصل. ولكن دعي إلى المسرح الغربي للعمليات حيث أحرز الحلفاء تقدما مما تطلّب قائدا له صفات المنقذ والملاذ الأخير لإيقافهم.

### على الجبهة الغربية
اضطلع في 17 أوت 1944 بالقيادة العليا في الغرب (استبدل بـغيرد فون رونتشتيت في 4 سبتمبر 1944) وقيادة مجموعة الجيوش ب. حاول وقف اندفاع الأميركيين والإنجليز نحو ألمانيا. بعد تراجع مكلف في فرنسا، استقرت الجبهة في حدود بلجيكا واللورين. لم يغادر هذا المجال، لأنه بعد مشاركته في الهجوم في الأردين (عملية Herbstnebel) في ديسمبر 1944 وجانفي 1945، قاد الدفاع عن حوض الرور، حيث حوصر جيشه في أفريل 1945.

## وفاته

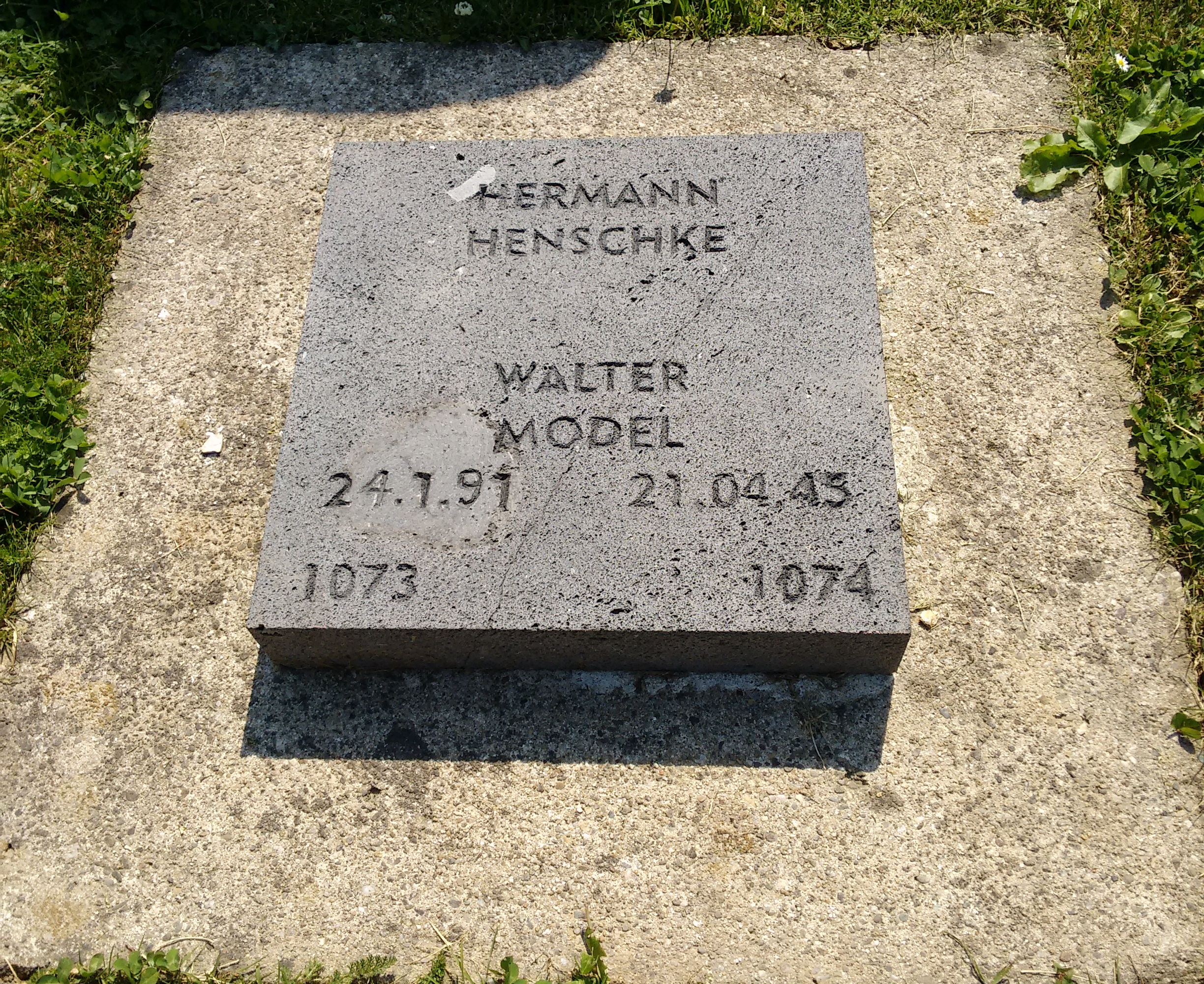
شاهد قبره بالمقبرة العسكرية بفوسناك

كان متعصبا للنازية ومدركًا لارتكابه لجرائم حرب مما دفعه للانتحار بدل الاستسلام للأمريكان في 21 إبريل 1945. وقد كان آخر إجراءاته حل وحدته القتالية بدلاً من الاستسلام. استخرج ابنه جثته 1955 ودفنها في المقبرة العسكرية بفوسناك قرب غابة هورتغن.

## روابط خارجية
- فالتر مودل على موقع IMDb (الإنجليزية)
- فالتر مودل على موقع الموسوعة البريطانية (الإنجليزية)
- فالتر مودل على موقع مونزينجر (الألمانية)